# 主力艦
主力艦（しゅりょくかん、英: capital ship）とは、ある国の海軍において主力の役割を務める戦闘艦を指す。
通常は公式に定義された概念ではないが、戦略上の海軍の取り扱いにおいて有益な概念である。各国を比較するに当たり、その詳細に立ち入ることなく比較するためにも用いられる。

## 概要
戦闘艦の主目的は、海戦で他国の戦闘艦と交戦し、勝利する事である。主力艦は、この海戦において主力を務める艦種である。これに対して索敵、偵察、夜襲などの付随する目的に従事する戦闘艦は、補助艦とされた。

### 帆船時代
19世紀末に全鋼製の軍艦が登場するまでは、イギリス海軍の等級制度に照らし合わせて1等から3等までに相当する艦が戦列艦、つまり主力艦として考えられた。4等以下の艦は、その使い勝手の良さや快速を生かして、偵察などに使われる補助艦であった。1800年ごろの等級分類は以下のとおりである。
- 1等艦は、100門以上の砲を持ち、通常3層から4層構造であった。最下層の砲門は喫水線に迫り、海が穏やかでなければ砲の使用は困難であった。
- 2等艦は、90から98門の砲を有していた。
- 3等艦は、64から80門の砲を有していた。
- 4等艦の多くと5等艦はフリゲートである。4等戦列艦はごく少ない。
- 6等艦、無等級艦の多くはスループである。無等級艦の分類は非常に混乱している。

### 近代以降
20世紀、とりわけ第一次世界大戦と第二次世界大戦にあっては、戦艦と巡洋戦艦が主力艦と見なされていた。海戦は戦艦と巡洋戦艦の砲戦により勝敗を決するものとされた。
潜水艦、駆逐艦、そして一部の巡洋艦が装備する魚雷は、戦艦をも撃沈する能力を備えていたが、使用できるシチュエーションが限られ、命中率も高くなく偶発的なものとみなされ、これらの艦は補助艦とされた。これらの艦の目的は、偵察や索敵、通商破壊およびその阻止、そして主力艦の護衛（敵の補助艦の攻撃による、偶発的な主力艦の損失の防止）であった。
しかしながら、イギリスで誕生した巡洋戦艦は、概念としては巡洋艦に属し、「敵が巡洋艦以下であれば砲力で圧倒し、敵が戦艦であれば速力で逃げる事ができる」というものであり、敵戦艦に対抗しえない艦を主力艦と扱うのは疑問符がつく。また、巡洋戦艦群同士が会敵した場合は、たとえ形勢が悪くなっても速力で逃げることはできず、防御力の優劣が大きな結果をもたらす。実際にユトランド沖海戦では、戦艦群が戦場に到着するまで、イギリスとドイツの巡洋戦艦群同士が激しい砲戦を続ける展開となり、防御力に劣るイギリスの巡洋戦艦は多大な損失を被り、イギリス型の巡洋戦艦のコンセプトは失敗とされた。
1920年代から30年代に締結されたワシントン海軍軍縮条約、ロンドン海軍軍縮条約では、主力艦を定義したことがある。ワシントン海軍軍縮条約における主力艦は、基準排水量が1万tを超える（但し航空母艦を除く）か、口径8インチ（203mm）を超える砲を有する艦であった。ドイッチュラント級装甲艦は基準排水量こそ1万t以下（実際は1万tを超過している）だが、強力な砲力（11インチ＝280㎜）を有しており、イギリスが「ポケット戦艦」としたように概ね主力艦と見なされていた。また、アラスカ級大型巡洋艦は、名前こそ巡洋艦だが、実質は巡洋戦艦なみの巨艦であり、主力艦に含めて考えられる場合もある。
また、遅くとも1942年の末には、航空母艦もまた主力艦として見なされるようになった。実際の戦果により、航空機による戦艦の撃沈が、偶発的なものではなく必然のものと確認されたからである。
重巡洋艦は戦艦の保有数が条約で削減された事もあり、前時代より重要性が高まったにもかかわらず、条約によって排水量と備砲口径に厳しい制限を受けたため主力艦とは見なされなかった。そもそも主力艦たる戦艦すら砲火を交える機会はそう多くはなく、空母に主力艦の役割を譲っていく状況であった。

### 冷戦期
第二次世界大戦後は戦艦は衰退へと向かい、航空母艦が主力艦とみなされるようになった。火力は艦載機の数と性能に依存し、艦船自体の艦砲やミサイルによるものではない。アメリカ海軍は90機近い航空機を運用可能な超大型空母（原子力空母）を複数保有し、他を圧する勢力となっているばかりか、強襲揚陸艦も他国のV/STOL機を運用する軽空母に匹敵するだけの性能を有している。
一方でソ連海軍（現ロシア海軍）は、ミサイル装備の戦闘艦を充実させ、アメリカ海軍の超大型空母に対抗した。キーロフ級ミサイル巡洋艦は、第二次世界大戦当時の主力艦に匹敵する大きさであり、新たな巡洋戦艦として考えられた。
弾道ミサイル潜水艦は、初期の戦艦に相当する排水量を有する重要性の高い艦であるが、核抑止の一部を担う艦であって伝統的な主力艦のように制海権を保持すべく運用されることはない、新たな主力艦である。アメリカ合衆国とイギリスでは、弾道ミサイル潜水艦にかつての戦艦と同様の命名を行っている。

### 現代
ソビエト連邦の崩壊により冷戦が終了した現代では、もはや大規模な海戦を想定できる状況ではなくなり、従来的な意味での主力艦は役割を終えている。
アメリカ海軍は未だに多数の原子力空母を保有しているが、湾岸戦争やイラク戦争で示された通り、低強度紛争の鎮圧が主な任務である。また冷戦とともに弾道ミサイル潜水艦もその役割を終えており、現代もなお保有が続いているのは、冷戦後ただちに核抑止戦略を放棄する事はできない事情によるものに過ぎない。
ただし、単に数の上でその海軍の主力をなしている艦艇という意味で「主力艦」という語が用いられることがある。空母を保有しない多くの海軍において、この意味で主力艦たるのは駆逐艦、もしくはフリゲート、コルベットである。現代の駆逐艦は対水上艦、対空、対潜のそれぞれの装備をバランス良く装備したものであり、フリゲート以下も部分的ながら同様の装備を持ち、かつての対艦戦闘に特化した主力艦とは性格が異なる。

## その他
軍事要素を含むSFでは、他の海軍用語と同様に大型軍用宇宙船に対してこの語が使用されている。